# 倉敷市立味野中学校
倉敷市立味野中学校（くらしきしりつあじのちゅうがっこう）は、岡山県倉敷市児島味野にある公立中学校。

## 沿革
- 1947年（昭和22年） - 児島郡味野町立味野中学校として開校。
- 1948年（昭和23年） - 合併により児島市立味野中学校と改称。
- 1951年（昭和26年） - 現在地に移転。
- 1967年（昭和42年） - 合併により倉敷市立味野中学校と改称。

## 学校づくりの目標
- 花とみどりの学校(うるおい)
- 協力し合う学校(ふれあい)
- 活動する学校(いきおい)

## 生徒目標
1. 味野中学校生徒は健全な体を持つように努める。
2. 味野中学校生徒は高い教養を身につけるよう努める。
3. 味野中学校生徒は友愛の心を持って交わるように努める。

```
                                                      (昭和27.4.4第29回生徒議会議決)
```

## 教育目標
自主的な実践力を身につけた、心豊かで、たくましい生徒を育成する。
- 真剣に学ぶ生徒
- 進んで働き奉仕する生徒
- 自分たちの決まりを守り、互いに高め合う生徒

## 部活動
- 剣道部(2017年度休部)
- 柔道部（休部）
- サッカー部(男女合同)
- 水泳部(2017年度休部)
- ソフトテニス部(男女別)
- ソフトボール部
- バスケットボール部(男女別)
- バレーボール部(男女別)
- 陸上部(男女合同)
- 野球部
- 美術部
- 演劇部
- 英語部
- 吹奏楽部

## 卒業生
- 常の山日出男（大相撲力士、元十両）
- 鷲羽山佳和（大相撲力士、元関脇）
- 森和俊（生物学者，京都大学）
- 辰吉丈一郎（プロボクシング選手）

## その他
体育祭では、味野中学校応援歌が歌われる。
卒業式では、「君は覚えているか」という味野中学校のオリジナル曲が合唱される

## 通学区域が隣接している学校
- 倉敷市立下津井中学校
- 倉敷市立児島中学校
- 倉敷市立郷内中学校
- 倉敷市立福田南中学校